# Gonnosfanadiga
Gonnosfanadiga (en sard, Gonnos Fanàdiga) és un municipi italià, situat a la regió de Sardenya i a la província de Sardenya del Sud. L'any 2006 tenia 6.993 habitants. Es troba a la regió de Monreale. Limita amb els municipis d'Arbus, Domusnovas (CI), Fluminimaggiore (CI), Guspini, Pabillonis, San Gavino Monreale i Villacidro.

## Administració
| Període | Identitat      | Partit         |
| ------- | -------------- | -------------- |
| 2005-   | Sisinnio Zanda | Centreesquerra |